# Gmina Wyry
Die Gmina Wyry ist eine Landgemeinde im Powiat Mikołowski der Woiwodschaft Schlesien in Polen. Ihr Sitz ist das gleichnamige, oberschlesische Dorf (deutsch Wyrow) mit 3727 Einwohnern (31. März 2011).

## Gliederung
Die Landgemeinde gliedert sich in zwei Dörfer mit jeweils einem Schulzenamt:
- Gostyń (Gostin)
- Wyry (Wyrow).

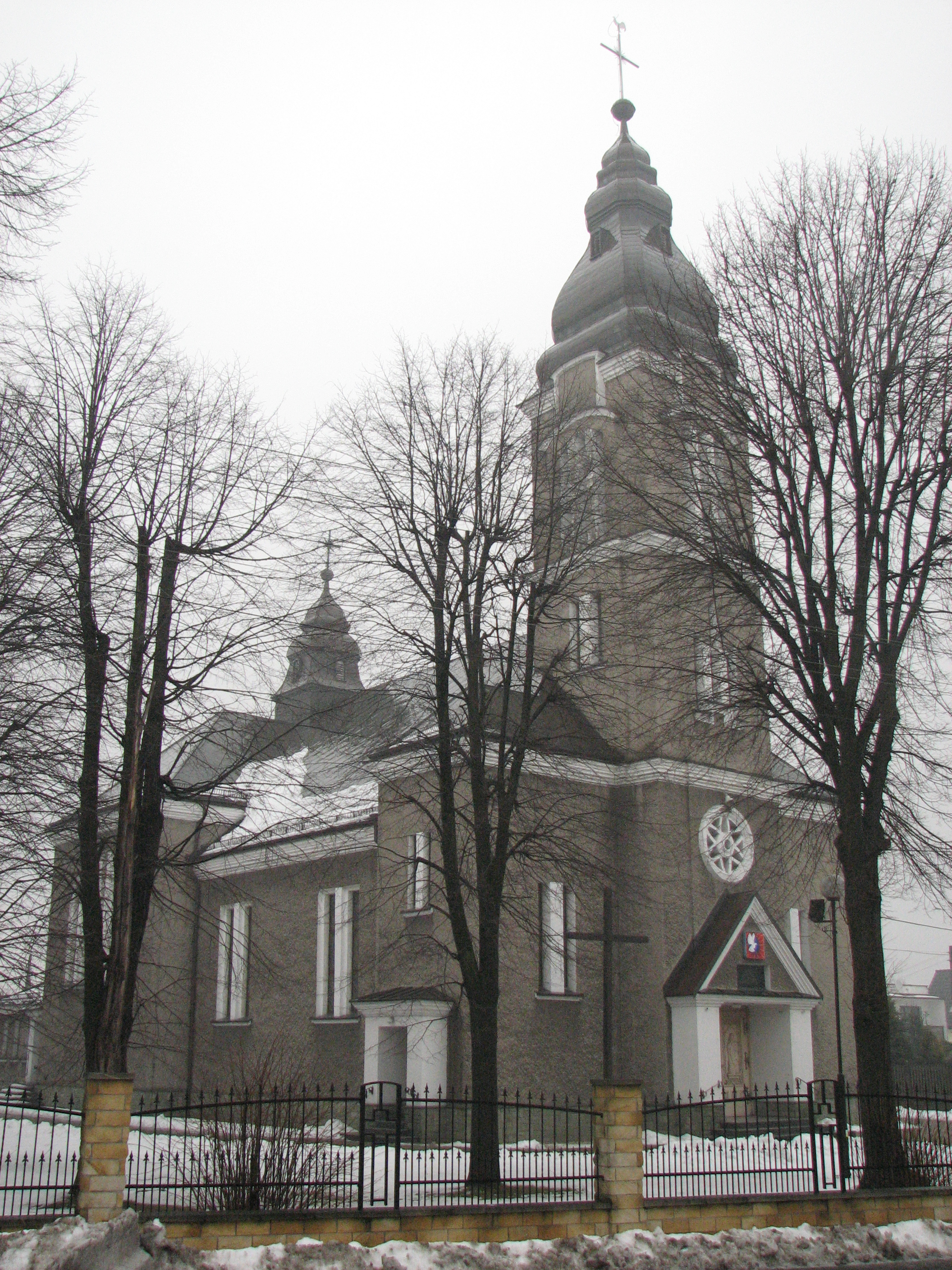
Katholische Kirche in Gostyń
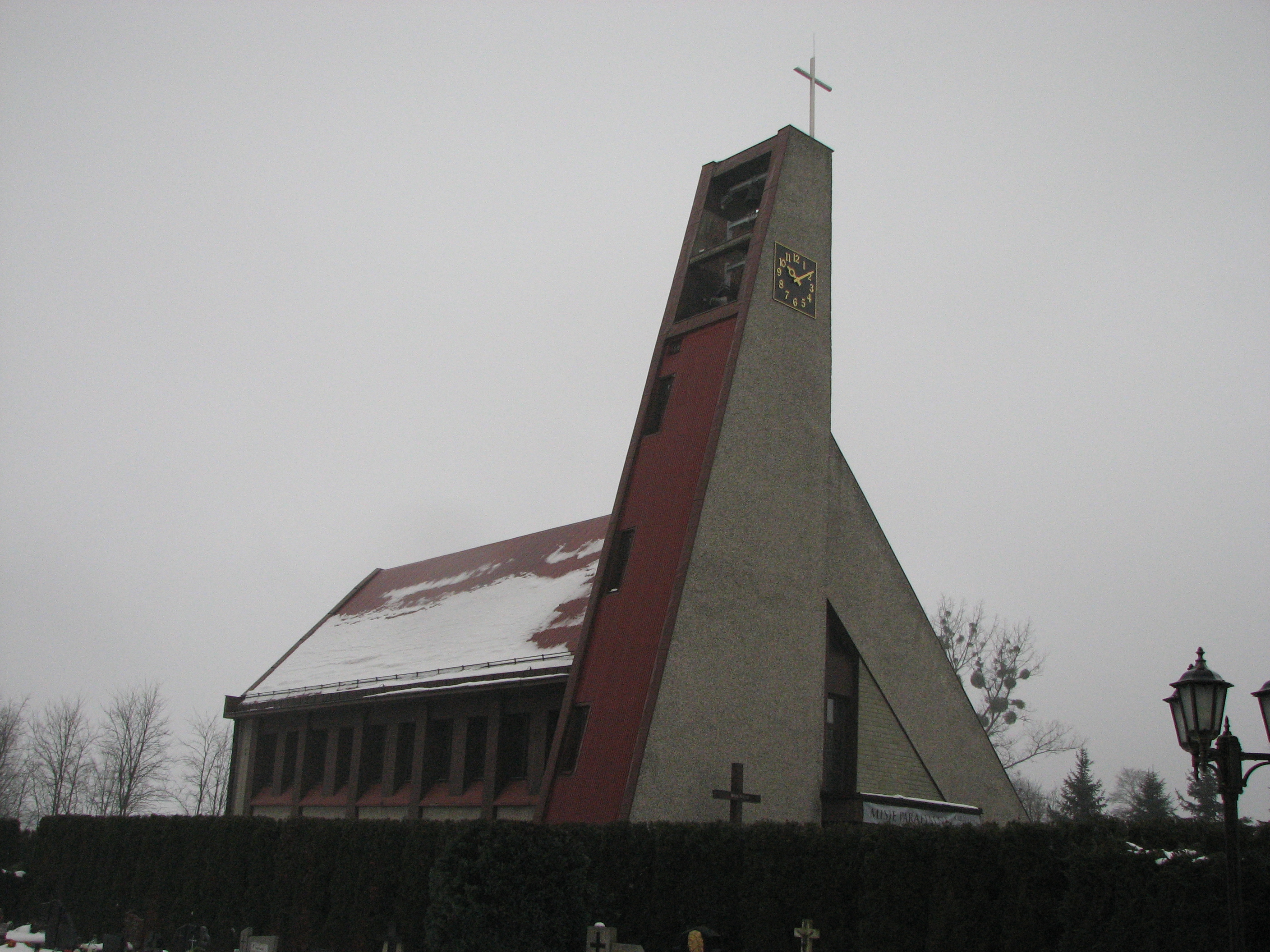
Neue Kirche in Gostyń
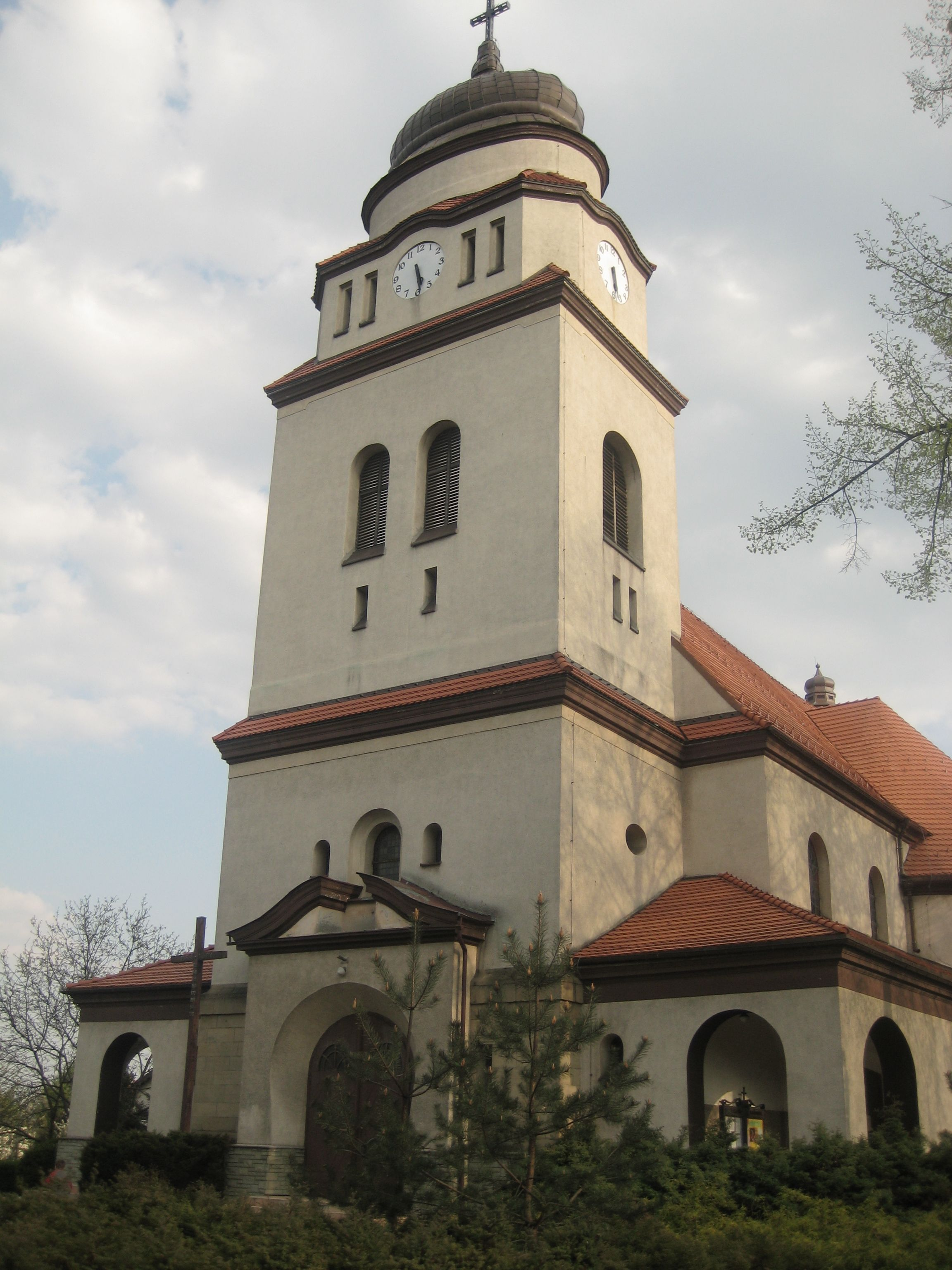
Katholische Kirche in Wyry

## Politik

### Gemeindevorsteher
An der Spitze der Stadtverwaltung steht der Gemeindevorsteher. Seit 2006 war dies Barbara Prasoł, die 2024 nicht mehr antrat. Bei der turnusmäßigen Wahl im April 2024 wurde Joanna Pasierbek-Konieczny vom Wahlkomitee „Lokales Verwaltungsforum für den Powiat Mikołowski“ ohne Gegenkandidaten mit 79,1 % der Stimmen zur neuen Gemeindevorsteherin gewählt.
Die turnusmäßige Wahl im Oktober 2018 führte zu folgendem Ergebnis:.
- Barbara Prasoł (Wahlkomitee der „Wählergemeinschaft Wyry 2023“) 54,5 % der Stimmen
- Adam Myszor (Wahlkomitee der Einwohnerunion Adam Myszor) 39,1 % der Stimmen
- Krzysztof Rybczyński (Schlesische Regionalpartei) 6,5 % der Stimmen

Damit wurde Prasoł bereit im ersten Wahlgang als Gemeindevorsteherin wiedergewählt.

### Gemeinderat
Der Gemeinderat besteht aus 15 Mitgliedern und wird von der Bevölkerung in Einpersonenwahlkreisen direkt gewählt. Die Gemeinderatswahl 2024 führte zu folgendem Ergebnis:
- Wahlkomitee „Lokales Verwaltungsforum für den Powiat Mikołowski“ 51,3 % der Stimmen, 9 Sitze
- Wahlkomitee der Einwohnerunion Adam Myszor 33,1 % der Stimmen, 3 Sitze
- Wahlkomitee „Stimme der Generationen“ 10,4 % der Stimmen, 2 Sitze
- Bewegung für die Autonomie Schlesiens (RAS) 5,3 % der Stimmen, 1 Sitz

Die Gemeinderatswahl 2018 führte zu folgendem Ergebnis:
- Wahlkomitee der „Wählergemeinschaft Wyry 2023“ 43,7 % der Stimmen, 9 Sitze
- Wahlkomitee der Einwohnerunion Adam Myszor 32,0 % der Stimmen, 5 Sitze
- Schlesische Regionalpartei 12,4 % der Stimmen, 1 Sitz
- Wahlkomitee „Lokale Verwaltung Oberschlesiens“ 9,2 % der Stimmen, kein Sitz
- Übrige 2,7 % der Stimmen, kein Sitz